# Каті Пірі
Каті Пірі (нід. Kati Piri, угор. Piri Kati; нар. 8 квітня 1979, Целльдемельк) — нідерландський політик угорського походження, депутат Європейського парламенту з 2014.
Народилась у західній частині Угорщини, її батько втік з країни під час повстання 1956 року, після перебування в Австрії жив у Нідерландах. Каті Пірі жила в Угорщині лише чотири роки.
Закінчила середню школу в Утрехті. Вона вивчала педагогіку і міжнародні відносини в Університеті Гронінгена. Займалась політичною діяльністю в Партії праці, працювала політичним радником делегації ПП у Європарламенті (2006–2008). У 2008 стала координатором Соціалістичної групи Європарламенту. Пізніше зайняла посаду координатора програм Південного Кавказу і Молдови нідерландського інституту NIMD (участь у підтримці політичного плюралізму молодих демократій).